# Mũ cột

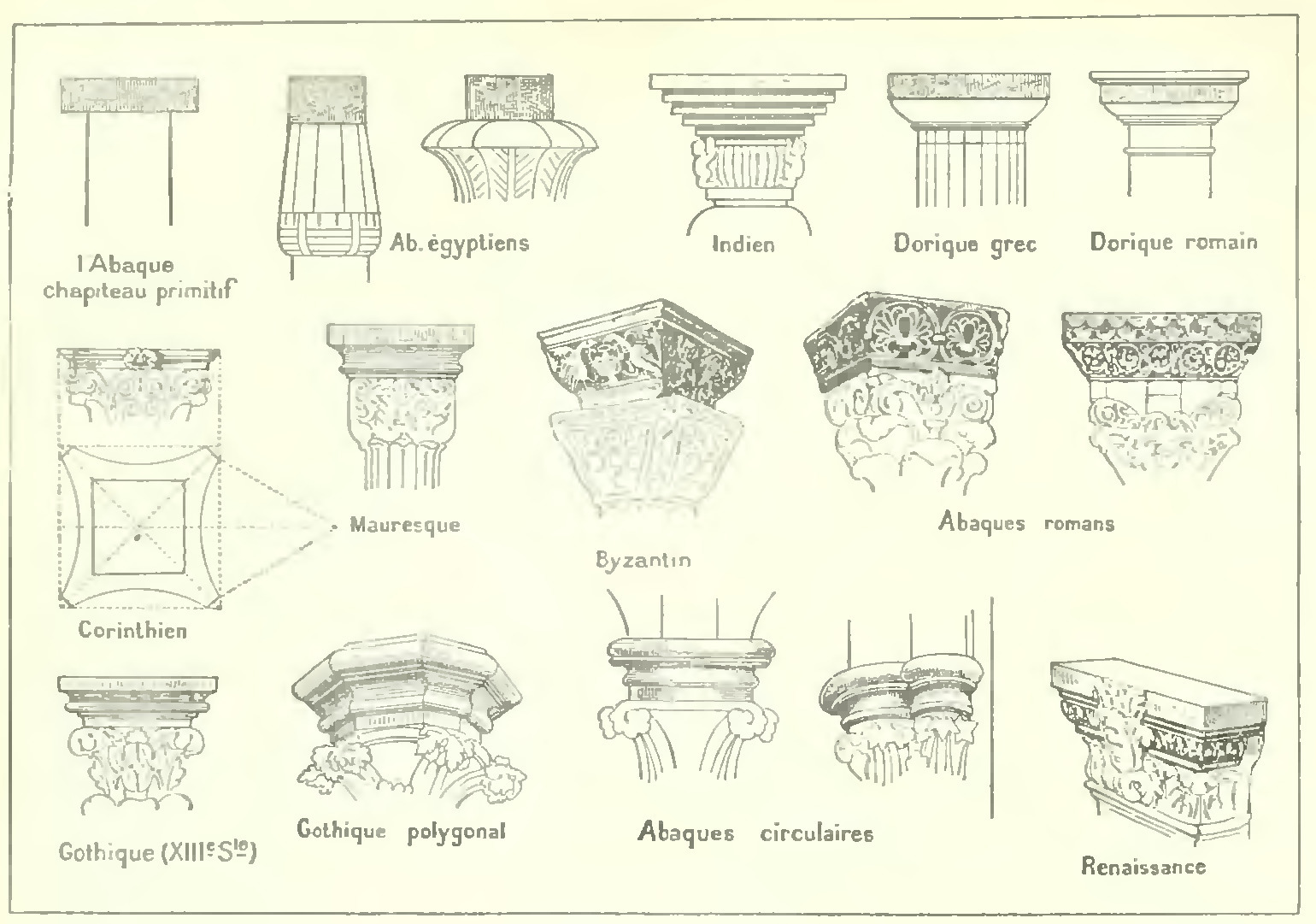
Một hình minh họa năm 1898 về mũ cột ứng với nhiều phong cách trang trí đầu trụ khác nhau

Mũ cột, còn gọi là đỉnh cột (tiếng Anh: abacus, xuất phát từ tiếng Hy Lạp abax hay tiếng Pháp abaque) là một thành phần kiến trúc được xây trên đỉnh của một cột trụ. Mũ cột có dạng tấm phẳng, tạo thành phần trên cùng của cột trụ ngay bên trên đầu trụ. Chức năng chính của mũ cột là tạo ra một tiết diện đỡ lớn hơn đầu trụ để gánh sức nặng của phần vòm hay phần kiến trúc bên trên.

## Định nghĩa
Trong kiến trúc cổ điển, hình dạng của mũ cột cũng như các cạnh tùy thuộc từng loại thức trụ (classical orders) khác nhau. Theo thức cột Doric của Hy Lạp thì mũ cột có dạng phiến, tiết diện hình vuông đơn giản không có đường gờ  Theo thức cột Doric của La Mã và Phục Hưng thì mũ cột được viền quanh bằng một khuôn đúc (được gọi là "đúc vương miện" crown moulding).
Trong thức cột Ionic của Hy Lạp cổ xưa, do chiều rộng của phần đầu trụ lớn hơn phần mũ cột, nên phần mũ cột có dạng bằng phẳng tiết diện hình chữ nhật và bao gồm một khuôn  hình trứng (ovolo) chạm khắc.